# جين كوتن
جين كوتن (بالإنجليزية: Gene Cotton)‏ هو كاتب أغاني أمريكي، ولد في 30 يونيو 1944.

## وصلات خارجية
- الموقع الرسمي
- جين كوتن على موقع IMDb (الإنجليزية)
- جين كوتن على موقع ميوزك برينز (الإنجليزية)
- جين كوتن على موقع ديسكوغز (الإنجليزية)